# Verin Khotanan
Verin Khotanan (en arménien Վերին Խոտանան) est une communauté rurale du marz de Syunik en Arménie. En 2008, elle compte 193 habitants.